# József Tóth (football, 1929)
Pour les articles homonymes, voir József Tóth et Tóth.
Dans le nom hongrois Tóth József, le nom de famille précède le prénom, mais cet article utilise l’ordre habituel en français József Tóth, où le prénom précède le nom.
József Tóth est un footballeur hongrois né le 16 mai 1929 à Mersevát, et mort le 9 octobre 2017.
Il évoluait au poste d'attaquant. Il était le frère cadet du footballeur Mihály Tóth.
Lors de son décès, il était le dernier survivant de l'équipe de Hongrie, finaliste de la Coupe du monde 1954.

## Biographie

### En club
József Tóth passe l'intégralité de sa carrière dans le club du Csepel SC, où il évolue de 1948 à 1961.
Il remporte avec cette équipe un titre de champion de Hongrie.
En 1959, il participe à la Coupe d'Europe des clubs champions. Il joue à cette occasion un match contre le club turc de Fenerbahçe.

### En équipe nationale
József Tóth reçoit 12 sélections en équipe de Hongrie entre 1953 et 1957, inscrivant cinq buts.
Il joue son premier match en équipe nationale le 4 octobre 1953, contre la Bulgarie (score : 1-1 à Sofia). Le 23 mai 1954, lors de sa deuxième sélection, il inscrit son premier but, contre l'Angleterre. Son équipe l'emporte sur le très large score de 7-1 à Budapest.
En juin 1954, il participe à la Coupe du monde organisée en Suisse. Lors de ce mondial, il joue deux matchs, tout d'abord contre l'Allemagne en phase de groupe, où il inscrit un but, puis contre le Brésil en quart de finale. La Hongrie progresse jusqu'en finale, en s'inclinant face à l'Allemagne.
Le 19 mai 1955, il marque son troisième but, contre la Finlande. Son équipe l'emporte sur le très large score de 1-9 à Helsinki. Par la suite, le 16 octobre 1955, il inscrit son quatrième but contre l'Autriche. La Hongrie l'emporte sur le large score de 6-1 à Budapest.
Son dernier but est marqué le 27 novembre 1955, contre l'Italie (victoire 2-0 à Budapest). Il joue son dernier match le 23 juin 1957, contre la Bulgarie (victoire 4-1 à Budapest).

## Palmarès
- Finaliste de la Coupe du monde en 1954 avec l'équipe de Hongrie
- Champion de Hongrie en 1959 avec le Csepel SC